# Medalla de la defensa de Moscou
La Medalla per la Defensa de Moscou (Rus: Медаль «За оборону Москвы»; Transliterat: Medal "Za oboronu Moskvy") és una medalla soviètica creada per Stalin l'1 de maig de 1944, i atorgada a tots els soldats de l'Exèrcit Soviètic, Marina, Tropes del Ministeri d'Interior (MVD) i Civils que van participar en la batalla de Moscou del 19 d'octubre de 1941 al 25 de gener de 1942.
Moscou va rebre el títol de "Ciutat heroica" (les altres són Odessa, Leningrad, Stalingrad, Sebastòpol, Kíev, la Fortalesa de Brest, Kertx, Novorossisk, Minsk, Tula, Múrmansk i Smolensk)
Va ser atorgada sobre unes 1.020.000 vegades

## Disseny
És una medalla de coure amb un tancs amb soldats al damunt, i al darrere, les muralles i la torre del Kremlin amb una gran bandera amb la falç i el martell. Al damunt hi ha la inscripció "ЗА ОБОРОНУ МОСКВЫ" (Defensa de Moscou), i a sota hi ha una corona de llorer amb una estrella al mig. Al revers hi ha la inscripció "ЗА НАШУ СОВЕТСКУЮ РОДИНУ" (Per la Nostra Terra Nativa Soviètica) a sota de la falç i el martell.
Es suspèn sobre un galó pentagonal amb tres 3 barres verd clar de 5 mm alternades dues vermelles de 5 mm i una de 2 mm vermella als costats.